# Спътников телефон
Спътниковият (сателитен) телефон е мобилен телефон, който осъществява връзката чрез комуникационен спътник в орбита. В зависимост от оператора, областта на покритие на сателитния телефон може да се използва само в определени райони или цялата Земя. Това е свързано с факта, че се използват спътници на ниска орбита, които при достатъчно количество покриват на практика цялата планета, както и спътници на геостационарна орбита, които не се движат спрямо Земята и предават данни само във видимата от тях част на Земята. За да работи сателитният телефон, е нужна пряка видимост между него и сателита. Необходима е достатъчно голяма мощност на телефона, за да може да се изпрати сигнала до сателита. Сателитът на практика се явява приемо-предавател между телефона и абоната на земята.
По размери сателитният телефон е сравним с обикновен мобилен телефон от края на 1980 – 1990-те години, но обикновено има допълнителна външна антена. Сателитни телефони се използват при бедствени ситуации или от военните на отдалечени места без мрежова инфраструктура. Често се използват в области като мореплаването и при изследователски и спасителни операции. В някои държави обаче е забранено притежанието на сателитен телефон.
Номерата на спътниковите телефони обикновено съдържат специален код на страната. Така например, в системата Inmarsat се използват кодове от +870 до +874, в Iridium – +8816 и +8817.

## Оператори на подвижна спътникова връзка
- Inmarsat
- Globalstar
- Iridium
- Thuraya
- Eutelsat